# منتخب أوكرانيا لكرة القدم الشاطئية
منتخب أوكرانيا الوطني لكرة القدم الشاطئية هو ممثل الرسمي في المنافسات الدولية في كرة قدم شاطئية ، يديريه اتحاد أوكرانيا لكرة القدم.